# 1964년 하계 올림픽 육상
제18회 하계 올림픽 육상 경기는 1964년 일본 도쿄 국립 가스미가오카 육상 경기장에서 열렸다.